# جزر و مد (فیلم ۱۹۴۴)
جزر و مد (به هندی: Jwar Bhata) فیلمی هندی محصول سال ۱۹۴۴ و به کارگردانی آمیا چاکراوارتی است. در این فیلم بازیگرانی دیلیپ کومار، روما گوها تاکورتا، آقا خان، ویکرام کاپور، میندولا رانی و شمیم بانو ایفای نقش کرده‌اند.